# Toyota TS050 Hybrid
El Toyota TS050 Hybrid es un sport prototipo de monocasco cerrado de homologación LMP1 Híbrido construido por el fabricante japonés Toyota para participar en el Campeonato Mundial de Resistencia de la FIA. El coche es el sucesor directo del Toyota TS040 Hybrid, que compitió en las temporadas 2014 y 2015 del Campeonato Mundial de Resistencia de la FIA y se reveló en el Circuito Paul Ricard el 24 de marzo de 2016. En las pasadas 6 horas de Baréin ganaron la Temporada 2019-20 del Campeonato Mundial de Resistencia de la FIA.
A diferencia de su antecesor reemplaza el V8 3.7L atmosférico por un nuevo motor de combustión V6 de 2.4L de cilindrada sobrealimentado por dos turbocompresores y produce 500hp, el sistema híbrido fue mejorado y reemplaza el supercondensador por una batería de ion-litio y ahora recupera 8MJ por vuelta y produce 500hp totalizando 1000hp de potencia conjunta, a pesar de su gran superioridad de rendimiento con respecto a los LMP1 No híbridos el director de Toyota Gazoo Racing, Rob Leupen, confirmó que la última carrera del actual TS050 será las 24 horas de Le Mans de 2020 para ser descontinuado y reemplazado por un hyperauto, cumpliendo con el posible nuevo reglamento del WEC, en el caso de no aprobarse el reglamentos de hyperautos, Toyota finalizará su programa de resistencia

## Historia

### Temporada 2016
Toyota comenzó la temporada con un segundo puesto y puntos en Silverstone, y siguió con una buena actuación en Spa solo para tener problemas con el motor en ambos autos, más tarde atribuido a las fuerzas únicas aplicadas al pasar por la infame curva de Eau Rouge.

#### 24 Horas de Le Mans 2016
Toyota tuvo una carrera muy fuerte en Le Mans, clasificando tercero y cuarto detrás de los dos Porsche 919 Hybrid. Los autos alcanzaron la delantera, estableciendo lo que parecía ser una victoria inevitable, que sería la primera para el fabricante, después de cuatro segundos puestos anteriores en 1992, 1994, 1999 y 2013. Cuando la carrera llegaba a su fin, el Toyota N.º 5 tenía ventaja sobre el Porsche N.º 2.
Cuando quedaban 6:30 minutos, la diferencia entre el Toyota N.º 5 y el Porsche N.º 2 era de 1:14, con ambos autos en la vuelta del líder. Las retransmisiones de radio retrasadas por Kazuki Nakajima revelaron aproximadamente en este momento que el No.5 estaba experimentando una pérdida severa de potencia en la aceleración, y esto fue evidenciado por el No.2 atrapándolo rápidamente. A falta de 4:30, la brecha se había reducido a 37.580 segundos, y Toyota tuvo que decidir si llevar su auto a boxes o mantenerlo en la pista. El equipo eligió mantener el auto en la pista, y Nakajima tuvo que detener el auto, pero lo detuvo justo después de la línea de largada/llegada cuando la potencia del auto n.º 5 cedió por completo, con 3:25 restantes en el reloj. El Porsche No.2 lo pasó unos segundos más tarde para reclamar la victoria en lo que resultó ser la última vuelta de la carrera.

### Temporada 2017
Por primera vez desde que el equipo se reincorporó al campeonato en 2012, Toyota anunció que ingresaría 3 coches en las 24 horas de Le Mans 2017. El tercer coche fue conducido por el piloto Toyota semi-jubilado Stéphane Sarrazin, el campeón de la Super Fórmula Yuji Kunimoto y volviendo después de ser retirado de la plantilla de Toyota en 2014, Nicholas Lapierre.
El 15 de junio de 2017, uno de los TS050 conducido por Kamui Kobayashi fijó un tiempo de vuelta de 3:14.791 durante la sesión de calificación para las 24 horas de Le Mans 2017. Esta es la vuelta más rápida jamás establecida en el Circuit de la Sarthe desde que las chicanes fueron agregadas a la recta Mulsanne en 1990.

## Resultados en el Campeonato Mundial de Resistencia

### En detalle
Carreras en negrita indica pole position y carreras en cursiva indica vuelta rápida. En rojo: coche adicional. Elegible para el campeonato de pilotos y para el campeonato de constructores únicamente en las 24 Horas de Le Mans.
Ante la retirada de Porsche para la temporada 2018-19 el campeonato mundial de constructores pasa a ser un campeonato mundial de equipos donde se cuenta únicamente el resultado del coche mejor ubicado en cada carrera.
| Año     | Equipo           | Equipo              | Clase  | Pilotos | Pilotos                                          | N.º | Rondas | Rondas  | Rondas  | Rondas | Rondas  | Rondas | Rondas | Rondas | Rondas | Puntos | Pos. CMC |
| Año     | Equipo           | Equipo              | Clase  | Pilotos | Pilotos                                          | N.º | 1      | 2       | 3       | 4      | 5       | 6      | 7      | 8      | 9      | Puntos | Pos. CMC |
| ------- | ---------------- | ------------------- | ------ | ------- | ------------------------------------------------ | --- | ------ | ------- | ------- | ------ | ------- | ------ | ------ | ------ | ------ | ------ | -------- |
| 2016-17 | Bandera de Japón | Toyota Gazoo Racing | LMP1-H |         | Sébastien Buemi Anthony Davidson Kazuki Nakajima | 5   | SIL 16 | SPA 17  | LMN NC  | NÜR 5  | MEX ret | COA 5  | FUJ 4  | SHA 3  | BHR 4  | 229    | 3º       |
| 2016-17 | Bandera de Japón | Toyota Gazoo Racing | LMP1-H |         | Mike Conway Stéphane Sarrazin Kamui Kobayashi    | 6   | SIL 2  | SPA ret | LMN 2   | NÜR 6  | MEX 3   | COA 3  | FUJ 1  | SHA 2  | BHR 5  | 229    | 3º       |
| 2017-18 | Bandera de Japón | Toyota Gazoo Racing | LMP1-H |         | Mike Conway José María López Kamui Kobayashi     | 7   | SIL 23 |         |         | NÜR 3  | MEX 4   | COA 4  | FUJ 2  | SHA 4  | BHR 4  | 286.5  | 2º       |
| 2017-18 | Bandera de Japón | Toyota Gazoo Racing | LMP1-H |         | Mike Conway Kamui Kobayashi                      | 7   |        | SPA 2   |         |        |         |        |        |        |        | 286.5  | 2º       |
| 2017-18 | Bandera de Japón | Toyota Gazoo Racing | LMP1-H |         | Mike Conway Kamui Kobayashi Stéphane Sarrazin    | 7   |        |         | LMN Ret |        |         |        |        |        |        | 286.5  | 2º       |
| 2017-18 | Bandera de Japón | Toyota Gazoo Racing | LMP1-H |         | Sébastien Buemi Anthony Davidson Kazuki Nakajima | 8   | SIL 1  | SPA 1   | LMN 8   | NÜR 4  | MEX 3   |        | FUJ 1  | SHA 1  | BHR 1  | 286.5  | 2º       |
| 2017-18 | Bandera de Japón | Toyota Gazoo Racing | LMP1-H |         | Sébastien Buemi Kazuki Nakajima                  | 8   |        |         |         |        |         | COA 3  |        |        |        | 286.5  | 2º       |
| 2017-18 | Bandera de Japón | Toyota Gazoo Racing | LMP1-H |         | Stéphane Sarrazin Nicolas Lapierre Yuji Kunimoto | 9   |        | SPA 5   |         |        |         |        |        |        |        | 286.5  | 2º       |
| 2017-18 | Bandera de Japón | Toyota Gazoo Racing | LMP1-H |         | José María López Nicolas Lapierre Yuji Kunimoto  | 9   |        |         | LMN Ret |        |         |        |        |        |        | 286.5  | 2º       |
| 2018-19 | Bandera de Japón | Toyota Gazoo Racing | LMP1-H |         | Mike Conway José María López Kamui Kobayashi     | 7   | SPA 2  | LMN 2   | SIL DSQ | FUJ 1  | SHA 1   | SEB 2  | SPA 6  | LMN 2  |        | 216    | 1º       |
| 2018-19 | Bandera de Japón | Toyota Gazoo Racing | LMP1-H |         | Sébastien Buemi Fernando Alonso Kazuki Nakajima  | 8   | SPA 1  | LMN 1   | SIL DSQ | FUJ 2  | SHA 2   | SEB 1  | SPA 1  | LMN 1  |        | 216    | 1º       |
| 2019-20 | Bandera de Japón | Toyota Gazoo Racing | LMP1-H |         | Mike Conway José María López Kamui Kobayashi     | 7   | SIL 1  | FUJ 2   | SHA 3   | BAH 1  | COA 3   | SPA 1  | LMN 3  | BAH 1  |        | 241    | 1º       |
| 2019-20 | Bandera de Japón | Toyota Gazoo Racing | LMP1-H |         | Sébastien Buemi Brendon Hartley Kazuki Nakajima  | 8   | SIL 2  | FUJ 1   | SHA 2   | BAH 2  | COA 2   | SPA 2  | LMN 1  | BAH 2  |        | 241    | 1º       |

- * Temporada en curso.